# ولسوالی سرحوضه
سرحوضه یکی از ولسوالیهای ولایت پکتیکا در جنوب خاوری افغانستان است. سرحوضه با بیش از سه هزار خانه و جمعیت ۳۶۲۳۶ نفر است. مردم سرحوضه عمدتاً تجارت می‌کنند. ساکنان سرحوضه در کراچی، عربستان سعودی، دبی، بریتانیا، ایالات متحده آمریکا و سایر کشورهای اروپایی تجارت دارند.
این ولسوالی محل یک نقطه عملیاتی (OP) برای ارتش ایالات متحده برای پشتیبانی از گشت‌زنی و سایر عملیات‌ها در سراسر ولایت پکتیکا بود. در سال ۲۰۰۹، سرحوضه مرکز درگیری بین نیروهای آمریکایی و طالبان بود که در نتیجه یک فرمانده طالبان دستگیر شد.
آنها کمیته‌هایی در کراچی، پاکستان، عربستان سعودی، دبی، بریتانیا و ایالات متحده دارند. کمیته سعودی با ارائه سرپناه و راهنمایی در ایام حج به مردم سرحوزه خدمت می‌کند.
این ولسوالی در مرکز قبیله خاروتی غلجی پشتون‌ها قرار دارد.

## منبع‌ها
1. ↑  «PROVINCIAL PROFILE» (PDF). بایگانی‌شده از اصلی (PDF) در ۷ اكتبر ۲۰۱۰. دریافت‌شده در ۲۴ ژوئن ۲۰۲۴. تاریخ وارد شده در |archive-date= را بررسی کنید (کمک)
2. ↑  Wafa، Abdul Waheed؛ Otterman، Sharon (۲۰۰۹-۰۸-۲۷). «Afghan Taliban Commander Is Captured in Raid» (به انگلیسی). The New York Times. شاپا 0362-4331. دریافت‌شده در ۲۰۲۴-۰۶-۲۴.
3. ↑  «program for culture and conflict studies».

- مشارکت‌کنندگان ویکی‌پدیا. «Paktika Province». در دانشنامهٔ ویکی‌پدیای انگلیسی، بازبینی‌شده در ۴ اسفند ۱۳۹۰ خورشیدی.